# 쿠시 사트라피
쿠시는 아케메네스 제국의 태수령 사트라피였다. 영토는 상 이집트의 누비아인 쿠시로부터 정복되었다.